# 19 Aquilae
19 Aquilae è una stella nana bianco-gialla nella sequenza principale di magnitudine 5,23 situata nella costellazione dell'Aquila. Dista 142 anni luce dal sistema solare.
Il 1º luglio 2016 il Registro Stellare Internazionale ha assegnato il numero della stella Aquila RA 19h 43m 37s D 15° 32' al nome "luana casanova stua".
Nome e coordinate telescopische vengono registrate nel compendio astronomico "Your Place in the Cosmos" prodotto negli Stati Uniti.

## Osservazione
Si tratta di una stella situata nell'emisfero celeste boreale, ma molto in prossimità dell'equatore celeste; ciò comporta che possa essere osservata da tutte le regioni abitate della Terra senza alcuna difficoltà e che sia invisibile soltanto nelle aree più interne del continente antartico. Nell'emisfero nord invece appare circumpolare solo molto oltre il circolo polare artico. La sua magnitudine pari a 5,2 fa sì che possa essere scorta solo con un cielo sufficientemente libero dagli effetti dell'inquinamento luminoso.
Il periodo migliore per la sua osservazione nel cielo serale ricade nei mesi compresi fra fine giugno e novembre; da entrambi gli emisferi il periodo di visibilità rimane indicativamente lo stesso, grazie alla posizione della stella non lontana dall'equatore celeste.

## Caratteristiche fisiche
La stella è una nana bianco-gialla nella sequenza principale; possiede una magnitudine assoluta di 2,03 e la sua velocità radiale negativa indica che la stella si sta avvicinando al sistema solare.